# Helmut Hatzfeld
Helmut Anthony Hatzfeld (4 de noviembre de 1892 - 18 de mayo de 1979) fue un filólogo, hispanista y cervantista alemán.

## Carrera
Estudió en Alemania con Karl Vossler, Ludwig Pfandl y otros hispanistas de la escuela del Idealismo lingüístico que él mismo seguirá y a cuya Estilística hará algunas aportaciones, entre ellas una completa bibliografía sobre la estilística en las lenguas románicas en inglés, traducida al castellano como Bibliografía crítica de la nueva estilística, aplicada a las literaturas románicas (Madrid: Gredos, 1955). Enseñó en la Universidad Católica de Washington, ciudad donde residió durante muchos años. Se dedicó sobre todo a la Literatura comparada. Su libro Don Quijote als Wortkunstwerk (1925) recibió el premio Bonsoms y fue traducido como El Quijote como obra de arte del lenguaje (Madrid, 1949); a esta obra dedicó también su Don Quijote. Forschung und Kritik (Darmstadt: Wissenschaftliche Buchgesellschaft, 1968). También escribió Estudios literarios sobre mística española (Madrid: Gredos, 1955), Santa Teresa de Avila (New York: Twayne Publishers, 1969), Estudios sobre el Barroco (Madrid: Gredos, 1964), Trends and styles in twentieth century French literature (Washington: Catholic University of America Press, 1957), The rococo; eroticism, wit, and elegance in European literature (New York: Pegasus, 1972), Superrealismo: observaciones sobre pensamiento y lenguaje del superralismo en Francia (Buenos Aires: Argos, 1951) y Estudios de literaturas románicas (Barcelona: Planeta, 1972).